# Halina Zygmuntówna
Halina Zygmuntówna, właściwie Halina Zygmunt, ps. „Kalina” (ur. 7 listopada 1919 w Kielcach, zm. 30 kwietnia 1943 we Wrocławiu) – łączniczka AK, uczestniczka walk o niepodległość Rzeczypospolitej Polskiej na terenie Zagłębia Dąbrowskiego, członkini Związku Orła Białego.

## Życiorys
Halina Zygmunt urodziła się 7 listopada 1919 roku w Kielcach. Była córką Walentego i Anastazji z domu Miller. Rodzice wychowywali ją w duchu głębokiego polskiego patriotyzmu. Była uczennicą Gimnazjum im. Emilii Plater w Sosnowcu, gdzie zdała tak zwaną „małą maturę”. Była harcerką, należała do szkolnej Drużyny Słonecznej im. Zofii Krókowskiej. W roku 1938 cała rodzina przeniosła się do Dąbrowy Górniczej i zamieszkała przy ulicy Hutniczej 7, w okolicach dzisiejszej Huty Katowice. Wówczas podjęła pracę w Fabryce Drutu i Wyrobów z Drutu braci Klein. Po wybuchu II wojny światowej Halina Zygmunt przystąpiła do konspiracyjnej Organizacji Orła Białego, do  której wprowadzona została przez ojca. Złożyła przysięgę w listopadzie 1939 wobec Komendanta Inspekcji na terenie Dąbrowy Górniczej, Mariana Gawendy Burzy. Działała w kilku miejscowościach Zagłębia Dąbrowskiego jako łączniczka i kolporterka pisma konspiracyjnego „Nasze Sprawy” redagowanego w Sosnowcu przez Piotra Makowskiego i jego żonę dr. Jadwigę Makowską. Zaangażowana była również w sekcji sabotażowo-dywersyjnej, przechowywała w swoim mieszkaniu i przewoziła broń oraz materiały wybuchowe. Dzięki współpracy z grupą Organizacji Orła Białego działającą w Łagiszy w kopani „Mars” pozyskiwała materiał wybuchowy, a następnie przenosiła go do łaźni miejskiej w Czeladzi, gdzie produkowano bomby zegarowe. Osobiście rozrzuciła na terenie fabryki łańcuchów w Dąbrowie Górniczej ulotki „Do świata pracy Polski”. Pośredniczyła w przekazywaniu wiadomości o produkcji kopalń i zakładów przemysłowych. Uczestniczyła również w tajnym nauczaniu i w akcji pomocy charytatywnej, wysyłając paczki dla jeńców wojennych i więźniów obozów zagłady. Halina Zygmunt została aresztowana przez gestapo w marcu 1941. Początkowo więziona była w więzieniu Sosnowcu, następnie w obozie śledczym w Mysłowicach i w Świdnicy, gdzie poddawano ją torturom i konfrontacjom. Na tak zwaną „rozprawę sądową” oczekiwała w twierdzy kłodzkiej. W śledztwie, mimo stosowanych nieludzkich tortur, zachowywała się dzielnie. Sądzona była wraz z harcerzami i członkami Organizacji Orła Białego z „grupy Reronia”. Wszyscy otrzymali wyrok śmierci za „zdradę stanu”. Wykonanie wyroku na „Kalinie” nastąpiło w dniu 30 kwietnia 1943 roku we Wrocławiu poprzez ścięcie głowy na gilotynie z rozkazu Volksgerichtshof. Przed straceniem, niemieckie władze więzienia zezwoliły jej na napisanie listów do rodziny.

## Wykształcenie
Ze źródeł mało wiadomo na temat edukacji Haliny Zygmuntówny. Z relacji znajomych osób wynika, że miała wykształcenie średnie niepełne. Po przeprowadzce do Zagłębia Dąbrowskiego uczyła się w Gimnazjum Żeńskim im. Emilii Plater w Sosnowcu. W tym czasie zainteresowała się harcerstwem. Jak wynika z zapowiedzi władz szkoły z marca 2019 roku, wkrótce jedna z sal w Liceum ma zostać nazwana na cześć harcerek Drużyny Słonecznej, w której działała Halina Zygmunt.

## Treść listu napisanego przed śmiercią
Ukochana, najdroższa Mateńko, siostrzyczki i bracia!!! Niniejszy list zwiastuje Wam mili moi kochani, tragiczną smutną wiadomość, mej, gdyż ten list piszę w godzinie śmierci, Przygotowuję się na drogę wieczności. Żal duszę ściska, boleść serce czuje. Muszę odejść, już nigdy nie ujrzę Was, nie usłyszę Waszych głosów. Nie zobaczymy się już na tym padole łez, lecz mam nadzieję, że w życiu wiecznym zobaczymy się. I już nigdy nas nie rozłączą. Ciężko mi odejść, bardzo ciężko, och gorzką śmiercią ginę, szczątki mego biednego ciała nie spoczną blisko Was, Najmilsza ukochana Matuś, upadam do Twych kolan, oplatam ramionami i tulę skołataną głowę, obsypuję pocałunkami kochane, spracowane ręce i łagodne, piękne czarne oczy. Żegnam Cię Matuchno na zawsze, żegnaj. Błagam Cię, nie płacz, nie rozpaczaj, nie płacz Matuś, nie płacz. Będzie mi ciężko iść z dzbankiem Twoich łez, nie płacz, błagam Cię. Pomódl się za mnie, nie myśl o mnie źle, przebada; mi wszystko, bo ja bardzo cierpię i za wszystko bardzo żałuję. Oby Bóg osłodził Ci gorzkie życie, abyś doznała szczęścia, na jakie w pełni zasługujesz. Bądź zdrowa Matuś ukochana. Najdroższa laleczko i Stasiu! Z całych sił przyciskam Was do siebie i obsypuję pocałunkami. Biedactwa, niech Bóg i Matka Najświętsza ma Was w nieustannej opiece. Otoczcie miłością i szacunkiem znękaną Mateczkę, otrzyjcie łzy i starajcie się zagoić Jej umęczone serce. Nie zapominajcie o Halince i o tym, dlaczego muszę umrzeć w zaraniu swego życia. Najdroższy Heniu! Niech Ci Bóg błogosławi i Matka Najświętsza, niech Cię prowadzi po tej smutnej drodze życia, Heniu drogi braciszku, z bólem odchodzę, nie zobaczę Cię więcej, nie ucałuję. Heniu, kochany chłopcze dziękuję Ci za wszystko,proszę dotrzymaj słowa, opiekuj się Mateczką, Żegnaj! Ściskam Cię mocno i całuję kędzierzawą główkę, Kochany Władziu, Zosiu, Rysiu i Halusiu życzę Wam szczęścia i powodzenia, chowajcie się śliczne dziateczki w szczęściu. Kochany Rysieńku, wyrośnij na dzielnego człowieka, kochaj swoich rodziców. Kochana Malinko moja imienniczko. Ty teraz nie zrozumiesz, dlaczego Twoja ciocia w tak młodym wieku odeszła w zaświaty, ale gdy podrośniesz, to mamusia Twoja powie. Halinko-ciocia Cię mocno przyciska do serca i całuje, zmów paciorek za mą biedną duszę. A więc żegnajcie. Bywajcie zdrowi. Muszę odejść na zawsze, ale odchodzę dzielnie i dumnie, ani jedna łza nie błyśnie mi w oczach. Kochany Tadku, gdy wrócisz zdrowo to zaopiekuj się naszą Mateczką, pamiętaj o mojej prośbie. Matuchna tak wiele przecierpiała w swoim życiu, że należy się jej troskliwa opieka. Wierz mi, że słowo matka to najczulsze wyrażenie miłości. Poza tym kochany Tadziu życzę Ci szczęścia i powodzenia, żegnam, bywaj zdrów. Całuję Cię mocno i ściskam Twoją dłoń. Mateczko, Matuś, Matucho ukochana, w tych słowach mieści a się wszystko. Żegnajcie, bywajcie zdrowi, Bóg z Wami, Wasza dzielna, ale smutna Halinka odchodzi o godzinie 18,30. Żegnajcie, ukochany jedyny Kaziku całuję Cię i ściskam mocno dłoń Twoja zawsze Haluś! Żegnajcie moi kochani – idę do Pana Boga.